# نورتش

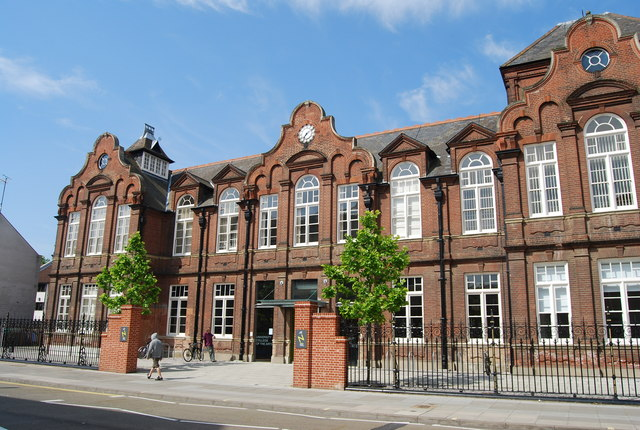
جامعة نورتش للفنون

نورتش (بالإنجليزية: Norwich)‏ - وسماها الإدريسي نُرْغِيق - هي حاضرة مقاطعة نورفولك الواقعة في إقليم شرق أنجليا الإنجليزي. بلغ عدد سكانها حوالي 121,000 نسمة سنة2006. وهي المنطقة الصناعية الوحيدة في مقاطعة نورفولك الصناعي، وتربطها بالعاصمة لندن طريق سريعة وخط سكك حديد.
كتابة الاسم العربي مشتق من 'Norwicca' (إنجليزية وسطى).

## التعليم
توجد في نورتش جامعتين هي :
- جامعة شرق أنجليا والتي تأسست عام 1963.
- جامعة نورتش للفنون وتأسست في عام 1845.

## معرض صور

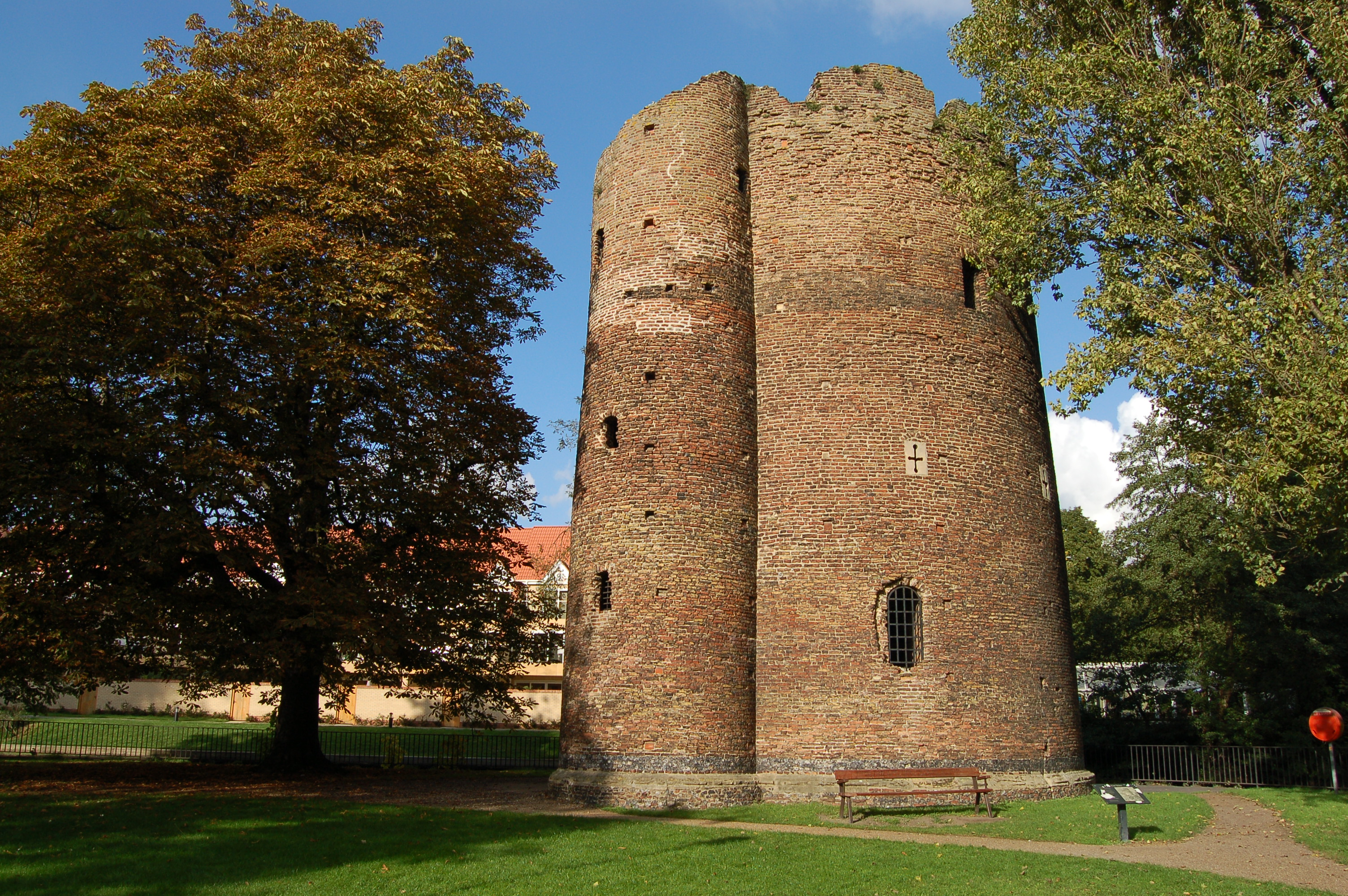
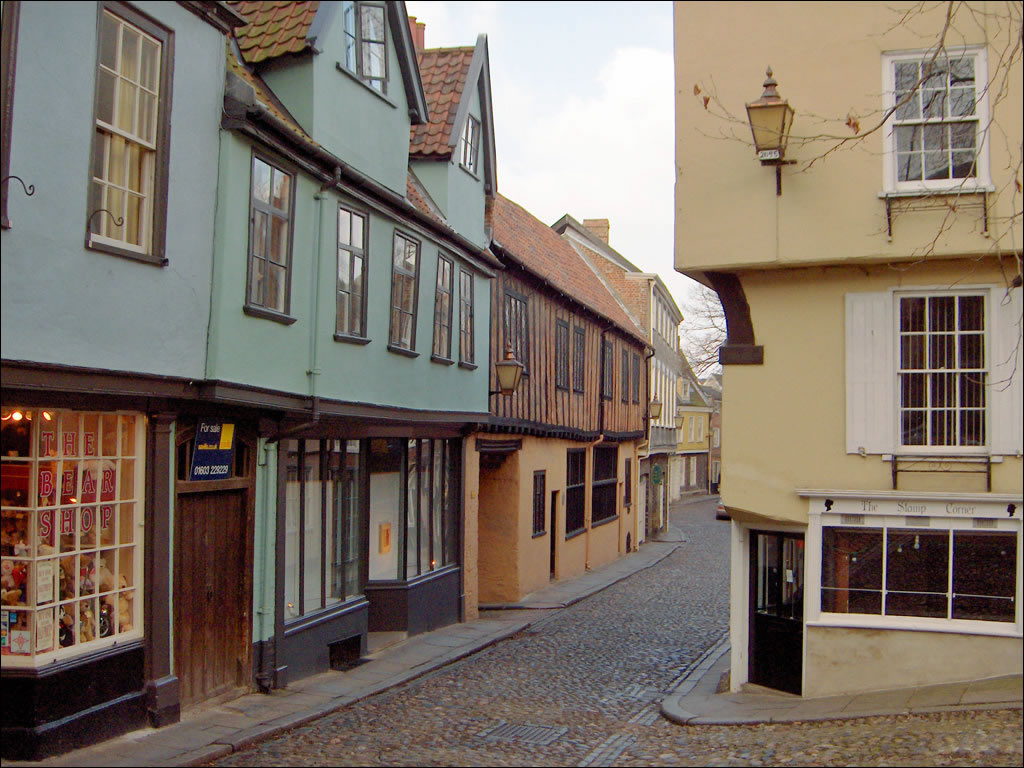
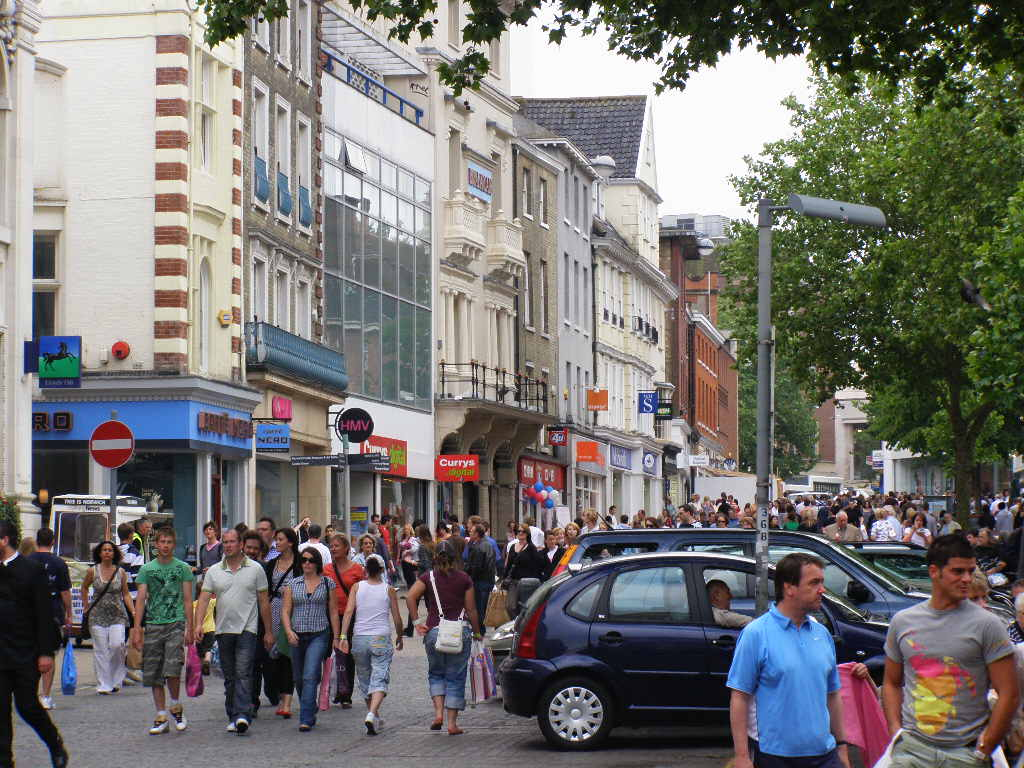
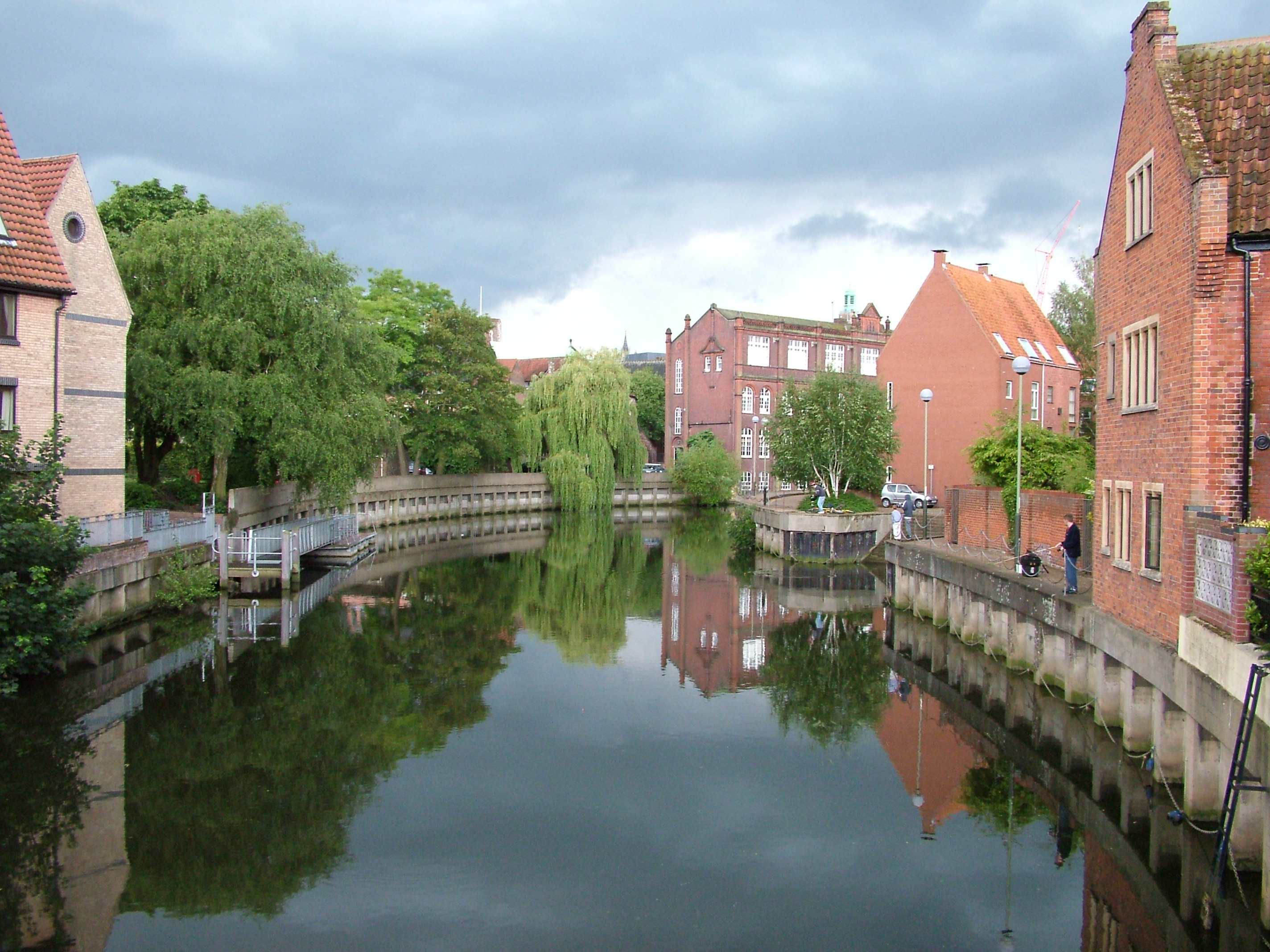

## توأمة
لنورتش اتفاقيات توأمة مع كل من:
- نوفي ساد
- كوبلنتس (1978 - )
- روان

## أعلام
- أوليفيا كولمان
- تشاينا ميفيل
- ريتشارد سينج
- كولن تشابمان
- مالكولم أرنولد
- بول نرس
- آنا سويل
- فيليب بولمان
- توماس براون
- بايج